# Plagiomnium integrum
Plagiomnium integrum är en bladmossart som beskrevs av T. Koponen 1971. Plagiomnium integrum ingår i släktet praktmossor, och familjen Mniaceae. Inga underarter finns listade i Catalogue of Life.